# I falconi di Narabedla
I falconi di Narabedla (Falcons of Narabedla) è un romanzo fantascientifico scritto da Marion Zimmer Bradley. La storia fu pubblicata per la prima volta nel maggio 1957 sulla rivista Other Worlds e successivamente, nel 1964, ripubblicata come romanzo in volume da Ace Books, in contiguità con la raccolta della Bradley The Dark Intruder and Other Stories. È considerato come il primo romanzo mai pubblicato dall'autrice statunitense.

## Trama
Un uomo comune, Mike, viene catapultato dal XX secolo in un altro mondo, chiamato Narabedla. Qui, fra le città dell'Arcobaleno, sotto i raggi dei soli gemelli, fra i fiori della voluttà e altre mille insidie, il giovane Mike si troverà immischiato negli intrighi di palazzo e i giochi di potere di un mondo tanto affascinante e pericoloso.

## Ambientazione
I falconi di Narabedla (1957) è stato considerato il primo esperimento dell'autrice relativo a Darkover, che avrebbe poi portato alla creazione della famosa saga, assieme al romanzo The Door Through Space (1961). Il romanzo è ambientato nello stesso universo di Darkover, ma non sul pianeta Darkover, e per questo non fa parte del più famoso ciclo di Darkover. 
Il pianeta Narabedla, raccontato nella storia, è inoltre un omaggio dell'autrice alla stella Aldebaran. È difatti il nome della stella letto e scritto al contrario.

## Edizioni
- Marion Zimmer Bradley, I falconi di Narabedla, TEA, 1995,  p. 171, ISBN 978-88-7819-489-2.